# 福島越前守
福島 越前守（くしま えちぜんのかみ、生没年不詳）は、戦国時代の武将、今川氏の家臣。福島正成と同一人物する説もあるが、正成を大永元年（1521年）の飯田河原の戦いで戦死した福島助春と同一人物とする説もあり、その場合には助春（正成）没後に福島氏を継いだ人物の可能性もある。
今川氏輝のころに活動。氏輝の母・寿桂尼の側近だったらしく、天文5年（1536年）の花倉の乱で寿桂尼の説得を退けて他の福島一門とともに、外孫とされる玄広恵探を擁立した。その後、福島氏は恵探の異母弟・栴岳承芳と駿府で合戦に及ぶが、敗れて久能山に退却。以後の活動は明らかでない。

## 備考
2007年のNHK大河ドラマ『風林火山』では、花倉の乱の実質的な指導者として描かれている（演：テリー伊藤）。武田信虎と同盟して承芳派を一掃しようと企むが、信虎が承芳についたために失敗、武田家臣・前島氏に匿われていた所を小山田信有に討ち取られている。 